# Berhane Asfaw
Berhane Asfaw, en amárico: በርሃነ አስፋው (22 de agosto de 1954, Etiopía), es un paleoantropólogo etíope. Ha sido reconocido en la comunidad académica por su participación en el descubrimiento de varios fósiles de homínidos. 
Se ha distinguido en las investigaciones en el valle de Awash, de la depresión de Afar; fue el autor de la descripción del Australopithecus garhi; dirigió el grupo que descubrió el cráneo de Bodo y fue coautor de la descripción de Chororapithecus abyssinicus y Ardipithecus ramidus.
Obtuvo la licenciatura en Geología en la Universidad de Adís Abeba, en 1980; la maestría en Antropología en la Universidad de California, Berkeley, en 1983 y en la misma universidad, el doctorado en 1988.
En 1988 regresó a Etiopía, donde desde 1982 las autoridades habían decretado una moratoria para investigadores extranjeros, con el objeto de proteger la herencia cultural del país. Asfaw recibió una autorización especial para explorar sitios prometedores para la Paleoantropología. A partir de 1988 orientó programas para que varios de sus compatriotas puedan estudiar Antropología en el exterior. Entre 1990 y 1992 se desempeñó como director del Museo nacional de Etiopía, donde se encuentran, entre otros, los restos de Lucy.
Entre 1994 y 1995 fue profesor de la Rutgers University en Nueva Jersey. Desde 1997 trabajó en el Servicio de Investigación del valle del Rift, en Addis Abeba y es codirector del Proyecto de Investigación del Awash Medio, donde ha colaborado estrechamente con Tim White, con quien participó en el descubrimiento de los restos del uno de los humanos moderno más antiguo conocidos hasta ahora, el Homo sapiens idaltu. Durante dos años sus excavaciones continuaron hasta encontrar fósiles del Australopithecus anamensis en el desierto de Afar.
Los trabajos de Asfaw han contribuido a dilucidar el camino desde el Homo erectus hacia el Homo sapiens, a conocer los orígenes de la humanidad y a demostrar que África es su cuna.